# Wildhaus
Wildhaus is een plaats en voormalige gemeente in het Zwitserse kanton Sankt Gallen en maakt deel uit van de gemeente Wildhaus-Alt St. Johann in het district Toggenburg.
Wildhaus telt 1213 inwoners.

## Geboren in Wildhaus
- Huldrych Zwingli (1 januari 1484), kerkhervormer
- Jan Scherrer (11 juli 1994), snowboarder
- Lucien Koch (2 januari 1996), snowboarder

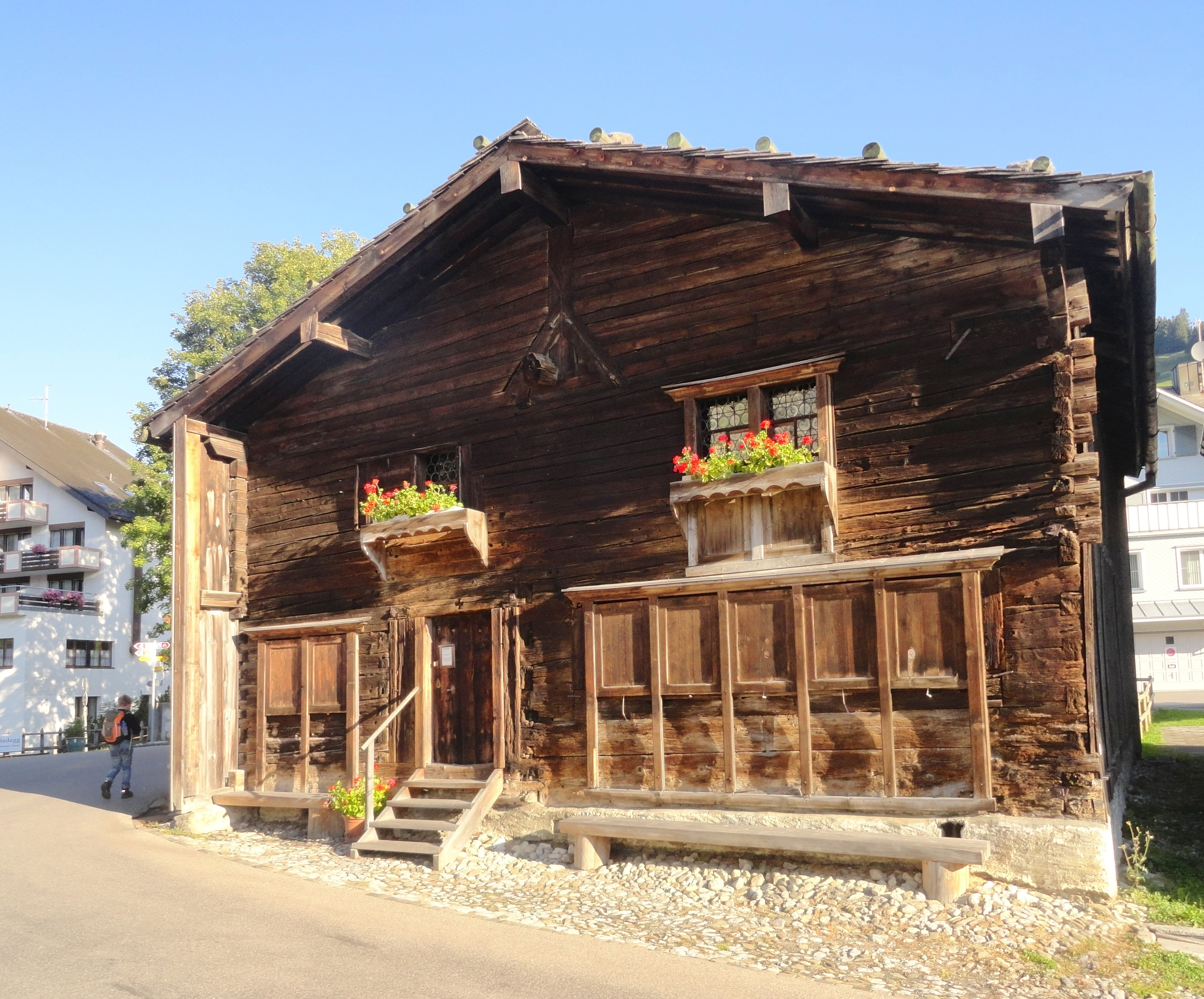
Het geboortehuis van Huldrych Zwingli

- Gemeinsame Normdatei: 4119117-1
- Historisch woordenboek van Zwitserland: 001380
- Library of Congress Control Number: n77007157
- Nationale Bibliotheek van Israël: 987007559551305171
- Virtual International Authority File: 124310627
- WorldCat: E39PBJrGBbVVtcDD9T3tdcJYyd